# Performancja językowa
Performancja językowa, wykonanie językowe (ang. linguistic performance) – rzeczywiste posługiwanie się językiem, częściowo zdeterminowane kompetencją językową. Performancja to konkretna działalność mowna i jej produkty (wypowiedzenia, teksty), w opozycji do kompetencji, która oznacza intuicyjną znajomość systemu języka (jego elementów i zasad). Może obejmować zarówno produkcję, jak i rozumienie języka; obie te czynności stanowią odbicie kompetencji językowej.
Teoria performancyjna zajmuje się warunkami użycia języka, pomijanymi przy opisie kompetencji. W performancji rolę odgrywa bowiem nie tylko kompetencja, ale także szereg innych czynników (ograniczenia pamięci, stan zdrowotny i stan psychiczny osoby mówiącej). Czynniki tego typu wyjaśniają potknięcia językowe popełniane w czasie mówienia przez osoby znające system językowy. W teorii performancji językowej zwraca się uwagę na aspekty indywidualizujące idealnych użytkowników języka, a także na prawidłowości interakcji i teorii komunikacji. 
Dychotomia między kompetencją a performancją w pewnym stopniu odzwierciedla rozróżnienie między langue a parole wypracowane przez Ferdinanda de Saussure’a. Istnieją jednak dwie zasadnicze różnice: Saussure’owską koncepcję pojmuje się statycznie, natomiast kompetencja i performancja są raczej rozumiane dynamicznie; ponadto de Saussure ujmował langue (system językowy) jako kolektywny fakt społeczny, kompetencja w ujęciu Chomsky’ego jest zaś zjawiskem psychologicznym.